# Daïra de Aïn Tallout
La daïra de Aïn Tallout est une daïra d'Algérie située dans la wilaya de Tlemcen et dont le chef-lieu est la ville éponyme d'Aïn Tallout.

## Localisation
La daïra est située à l'Est de la wilaya de Tlemcen.

## Communes de la daïra
La daïra de Ain Tallout est composée de deux communes : Aïn Tallout et Aïn Nehala.